# Адамово (Житомирская область)
Адамово (укр. Адамове) — село на Украине, находится в Емильчинском районе Житомирской области.
Код КОАТУУ — 1821780602. Население по переписи 2001 года составляет 67 человек. Почтовый индекс — 11233. Телефонный код — 4149. Занимает площадь 0,4 км².

## Адрес местного совета
11233, Житомирская область, Емильчинский р-н, с. Березники